# كاتينكا هوسو
كاتينكا هوسو (بالمجرية:Katinka Hosszú) هي سباحة مجرية ولدت في يوم 3 مايو 1989 في مدينة بيتش في المجر، تعتبر واحدة من أفضل السباحات في العالم، حملت ألقاب كثيرة منها ذهبتين في الألعاب الأولمبية الصيفية 2016 في ريو دي جانيرو في سباق 100 متر ظهر وسبق 400 متر خلط، كما سبق لها الفوز بـ 9 ميدالية في بطولة العالم للألعاب المائية منها 5 ذهبية و13 ميدالية في بطولة السباحة منها 6 ذهبية.
نافست كاتينكا في أربع دورات أولمبية صيفية أعوام 2016، 2012، 2008، 2004، ويشرف على تدريبها «شين توسوب»
تعتبر كاتينكا إحدى أكثر السباحين تنويعاً في العالم، وقد لقّبت بلقب «السيدة الحديدية» فأصبحت منذ ذلك الحين عرافة عالمية سريعة النمو.
تحمل كاتينكا ثلثي الأرقام القياسية في السباحة على مستوى هنغاريا. ويرعى مسيرتها الرياضية عدد من العلامات التجارية العالمية كأودي، أرينا لملابس السباحة، شركة التأمين غروباما، شركة بيروسكا الهنغارية. كما أنشأت وكالة Toos الرياضية وهي شركة دولية للرياضة والإدارة مقرها بودابست.

## مهنتها كسباحة
تشتهر هوزيه في مختلف أنحاء العالم بممارسة السباحة في العديد من الفعاليات الدولية. يشرف على تدريبها زوجها شين توسوب وهو سباح سابق في جامعة كاليفورنيا الجنوبية.

### بطولة كأس أوروبا للسباحة 2004
فازت كاتينكا بأولى ميدالياتها في بطولة كأس أوروبا عام 2004، وهي ميدالية برونزية في سباق 400 متر متنوع.

### بطولة العالم 2009
في بطولة العالم للرياضات المائية 2009، حصلت على ميداليتين برونزيتين في سباق 200 متر متنوع وسباق 200 متر فراشة، قبل أن تصبح بطلة العالم في سباق 400 متر متنوع. انتخبت كأفضل رياضية مجرية في ذلك العام بفضل تلك الإنجازات.

### بطولة أوروبا 2010
في بطولة أوروبا للألعاب المائية 2010، والتي أقيمت في المجر، فازت بالميدالية الفضية في سباق 400 متر متنوع وأصبحت بطلة أوروبا في سباق 200 متر فراشة و200 متر متنوع وكعضو في فريق 4×200 متر حرة.

### الألعاب الأولمبية الصيفية 2012
المنافسة في الألعاب الأولمبية الصيفية 2012، حصلت على المركز الرابع في نهائيات سباقات السباحة 400 متر فردي متنوع بزمن 4:33.49

### بطولة العالم 2013
في بطولة العالم للرياضات المائية 2013، انسحبت من سباق 100 متر ظهر سيدات بعد حلولها ثانيةً في منافسات التأهيل الأولية، وذلك للتركيز على سباق 200 متر سيدات فردي متنوع، وفد فازت فيه بزمن قدره 2:07.92

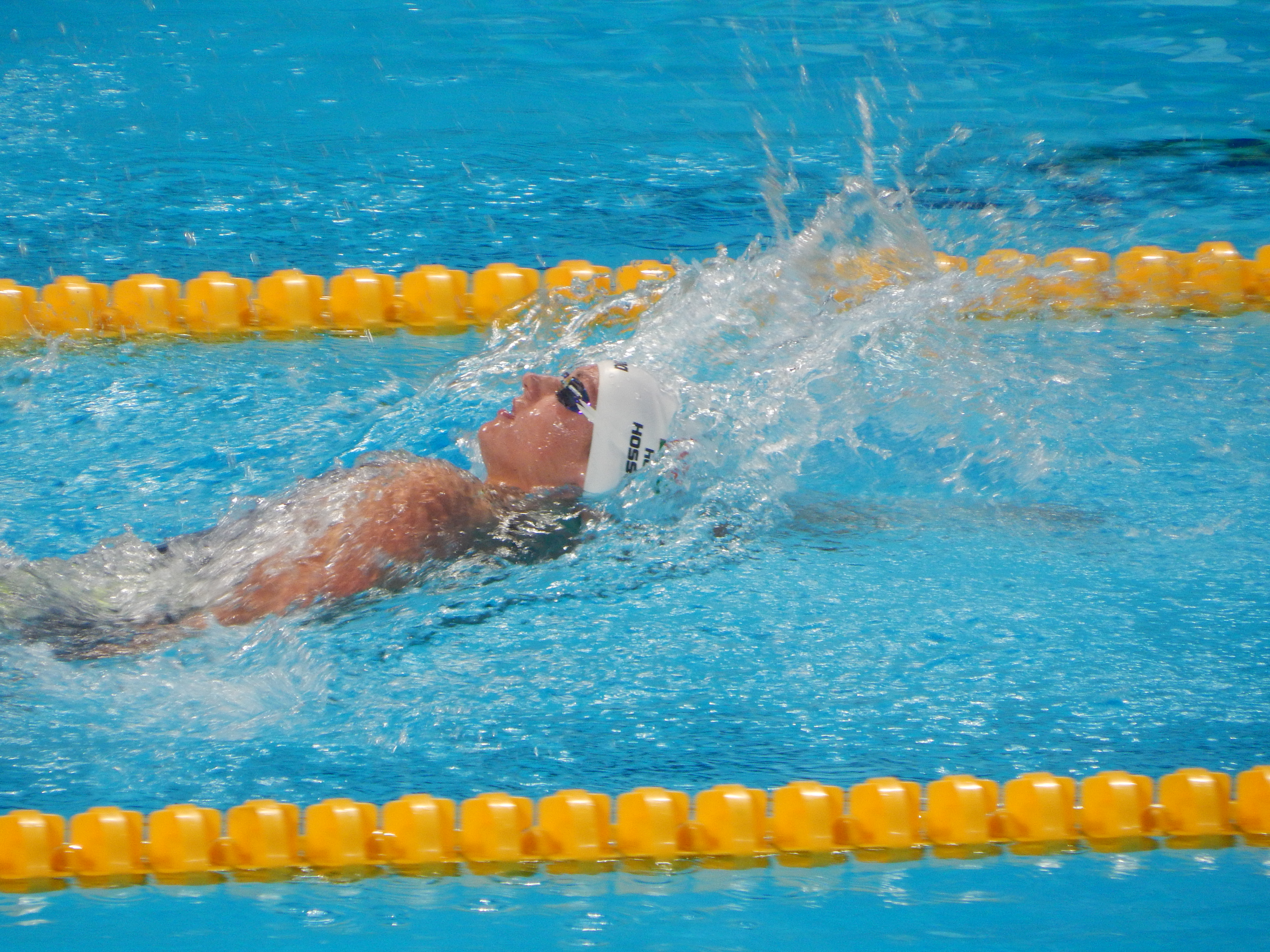
هوزو في كازان 2013

### كأس العالم 2013
في بطولة كأس العالم للسباحة 2013، حطمت الأرقام القياسية العالمية في سباقات 200 متر فردي متنوع، 400 متر فردي متنوع، وحطمت الرقم القياسي لسباق 200 متر مرتين ورقم سباق 100 متر 3 مرات في بطولات كأس العالم المتتالية
عام 2014، حطمت هوزو الرقم القياسي العالمي في سباق 100 متر و200 متر فردي ظهر و100 متر و200 متر و400 متر فردي متنوع

### بطولة العالم 2015
في بطولة العالم للسباحة 2015 التي أقيمت في كازان، كان برنامج هوزو صعباً فقد نافست في سباقات 200 متر فردي متنوع، 100 متر ظهر، 200 متر حرة، 200 متر فراشة، 100 متر حرة، 200 متر ظهر، 400 متر فردي متنوع. وقد انسحبت من نهائي سباق 100 متر ظهر لتركز على المنافسة النهائية في سباق 200 متر فردي متنوع، حيث حازت على المركز الثالث والميدالية الفضية 200 متر ظهر، والمركز الخامس في سباق 200 متر حرة وفازت في سباق 400 متر فردي متنوع في اليوم الأخير.
فازت كاتينما بست ميداليات ذهبية في بطولة أوروبا 2015 في سباقات سباحة الظهر كلها و3 سباقات فردي متنوع. حطمت خلالها الرقم القياسي العالمي في سباقات 100 متر و400 متر فردي متنوع.

## الألعاب الأولمبية الصيفية 2016
في الألعاب الأولمبية الصيفية 2016 في ريو دي جانيرو، فازت كاتينكا بالميدالية الذهبية، وحطمت الرقم القياسي العالمي في سباق 400 متر فردي متنوع.]], وفازت بميدالية ذهبية أخرى في سباق 100 متر سباحة ظهر.

## وصلات خارجية
- كاتينكا هوسو على موقع الاتحاد الدولي للسباحة (الإنجليزية)
- كاتينكا هوسو على موقع SwimRankings.net (الإنجليزية)
- كاتينكا هوسو على موقع اللجنة الأولمبية الدولية (الإنجليزية)
- كاتينكا هوسو على موقع أوليمبيديا (الإنجليزية)
- كاتينكا هوسو على موقع اللجنة الأولمبية المجرية (الهنغارية)
- Katinka Hosszú Bio, Stats, and Results | Olympics at Sports-Reference.com 10 June 2015.